# Alona Rodeh

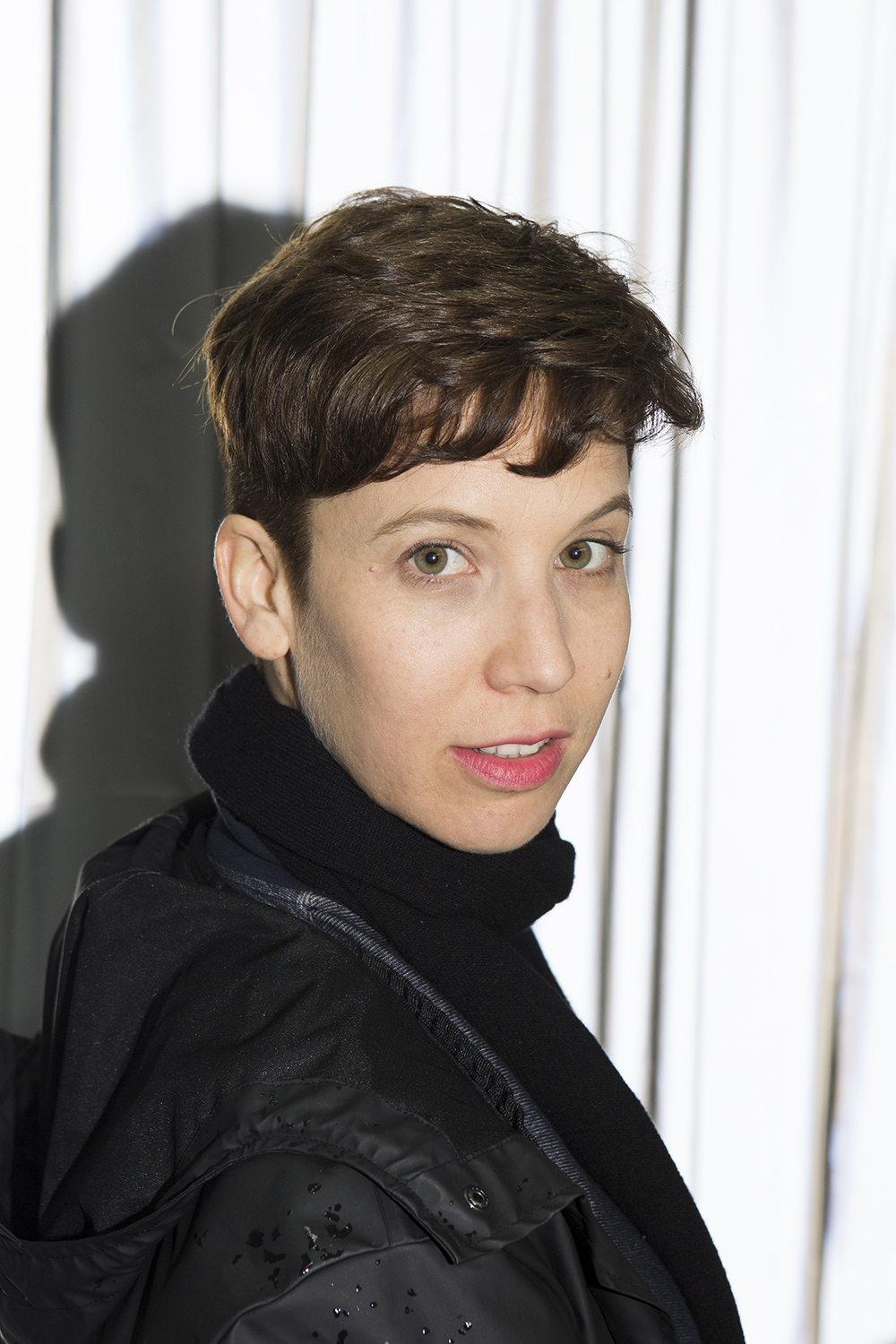
Alona Rodeh, 2015

Alona Rodeh (hebräisch: אלונה רודה; geboren 1979) ist eine israelische Multimediakünstlerin, die in ihrem Werk Skulptur, Video, Installationen und Fotografie kombiniert.

## Leben und Karriere
Alona Rodeh ist in Israel geboren und aufgewachsen. Sie erwarb 2003 einen BFA an der Bezalel Academy of Arts and Design in Jerusalem und nahm am BFA-Austauschprogramm der Akademie der bildenden Künste Wien teil. Ihren MFA schloss sie 2009 am Bezalel-Campus in Tel Aviv ab und verbrachte ein Semester am Sculpture Department des Royal College of Art in London. Rodeh lebt und arbeitet in Berlin.
Auf der Grundlage ihrer Erfahrungen als Bühnenbildnerin für das Theater schafft Rodeh groß angelegte Installationen, die Licht, Bewegung und Klang kombinieren. Sie beschreibt diese Kreationen als eine Performance ohne Darsteller, die eine zeitbasierte Erfahrung bietet.
Rodehs Safe and Sound Project erforscht die Geschichte der handelsüblichen reflektierenden und fluoreszierenden Beleuchtungstechnologien.

## Soloausstellungen
- Phenomenal! The Center for Digital Art, Holon 2025[8][9]
- INTERZONE, Kunstmuseum Gelsenkirchen, 2024[10][11]
- Architecture of The Nights, Kunstpalais Erlangen, 2019[2][1]
- DARK AGES 2020, Salzburger Kunstverein, 2019[6]
- The Runner (LIVE), KOENIG2 by_robbygreif, Wien, 2017[12]
- Safe and Sound (Evolutions), Grimmuseum Berlin, 2015[7]
- Safe and Sound I, Künstlerhaus Bethanien, Berlin, 2014[13]
- Above and Beyond, CCA Tel Aviv, 2013[14]
- The Resurrection of Dead Masters, Plug In Institute of Contemporary Art, Winnipeg, 2012[15]
- The Etheric Body, Petach Tikva Museum of Art, Israel, 2011[13]

## Gruppenausstellungen (Auswahl)
- Access Kafka, Jüdisches Museum Berlin, 2024[16]
- In the Spotlight of the Night: Life in the Gloom, Marta Herford, 2019[17]
- Showtime, Helena Rubinstein Pavilion for Contemporary Art, Tel Aviv Museum of Art, 2013[18][19][20]

## Schriften
- Amely Deiss und Malte Kröger (Hrsg.): Safe & Sound: The Third Dimension. Mit Beiträgen von Amely Deiss, Pol Esteve, Raymond M. Hood, Séamus Kealy, Malte Kroeger, William MC Lam, Alona Rodeh und Marc Wiggam. Kunstpalais Erlangen, Erlangen 2019. ISBN 978-3-923899-51-7
- Alona Rodeh (Hrsg.): Fire: Safe & Sound. Mit Beiträgen von Gilly Karjevsky, Thore Schöder, Kristen McCleary, Bruce Hensler und Ulrike Meinhoff. ZK/U Press 2017. ISBN 978-3-945659-07-6
- Alona Rodeh (Hrsg.): Safe and Sound Delux Edition. Mit Beiträgen von Shachar Atwan, Fabrizio Gallanti und Hillel Schwartz. The Green Box 2015. ISBN 978-965-7463-20-8
- Alona Rodeh (Hrsg.): RAbove and Beyond. Mit Beiträgen von Chen Tamir, Alona Rodeh und Roy Brand. CCA Tel Aviv 2013. ISBN 978-965-7463-20-8